# Orgeux
Orgeux is een gemeente in het Franse departement Côte-d'Or (regio Bourgogne-Franche-Comté) en telt 337 inwoners (1999). De plaats maakt deel uit van het arrondissement Dijon.

## Geografie
De oppervlakte van Orgeux bedraagt 4,8 km², de bevolkingsdichtheid is 70,2 inwoners per km².
De onderstaande kaart toont de ligging van Orgeux met de belangrijkste infrastructuur en aangrenzende gemeenten.

## Demografie
Onderstaande figuur toont het verloop van het inwonertal (bron: INSEE-tellingen).